# Liste der Kulturdenkmale in Honigsee
In der Liste der Kulturdenkmale in Honigsee sind alle Kulturdenkmale der schleswig-holsteinischen Gemeinde Honigsee (Kreis Plön) und ihrer Ortsteile aufgelistet (Stand: 10. März 2025).

## Legende
In den Spalten befinden sich folgende Informationen:
- Objekt-ID: die Nummer des Kulturdenkmales
- Lage: die Adresse des Kulturdenkmales und die geographischen Koordinaten. Kartenansicht, um Koordinaten zu setzen. In der Kartenansicht sind Kulturdenkmale ohne Koordinaten mit einem roten Marker dargestellt und können in der Karte gesetzt werden. Kulturdenkmale ohne Bild sind mit einem blauen Marker gekennzeichnet, Kulturdenkmale mit Bild mit einem grünen Marker.
- Offizielle Bezeichnung: Bezeichnung des Kulturdenkmales
- Beschreibung: die Beschreibung des Kulturdenkmales
- Bild: ein Bild des Kulturdenkmales

## Bauliche Anlagen
| Objekt-ID | Lage                                           | Offizielle Bezeichnung    | Beschreibung | Bild |
| --------- | ---------------------------------------------- | ------------------------- | --- | ---- |
| 39234     | Rönner Straße 3 (54° 13′ 43″ N, 10° 11′ 10″ O) | ehem. Spar- und Leihkasse | ehem. Spar- und Leihkasse; 1896; zweigeschossiges Eckgebäude aus Backstein mit Walmdach und spitzem Eckgiebel - Begründung: geschichtlich, städtebaulich - Schutzumfang: gesamtes Objekt - Denkmaltyp: Bauliche Anlage    | BW   |
| 4995      | Seeweg 1 (54° 13′ 39″ N, 10° 11′ 20″ O)        | Wohnhaus                  | Wohnhaus; 1884; eingeschossiger, breitgelagerter Putzbau mit Drempel, Satteldach und übergiebeltem Mittelrisalit - Begründung: geschichtlich, städtebaulich - Schutzumfang: gesamtes Objekt - Denkmaltyp: Bauliche Anlage | BW   |

## Quelle
- Liste der Kulturdenkmale in Schleswig-Holstein – Kreis Plön (PDF)

- Karte mit allen Koordinaten:
- OSM |
- WikiMap